# Міжнародний фестиваль документального кіно в Амстердамі
Міжнародний фестиваль документального кіно в Амстердамі (IDFA) — найбільший світовий фестиваль документального кіно, який щорічно проводиться з 1988 року.
Завданням фестивалю є просування креативних документальних фільмів та подання їх широкій аудиторії. Триває до 11 днів, демонструється більше ніж 200 документальних фільмів. Кількість глядачів фестивалю перевищує 120 000 глядачів.
Слоган журі фестивалю: «Є фільми, які хочеться подивитися. І є ті, котрі світ має побачити. Ми шукаємо такі, які поєднують у собі ці дві якості».
На фестивалі демонструються документальні фільми запропоновані визначними режисерами документалістики, які формують програму з 10 їхніх найулюбленіших фільмів.
Конкурсна програма фестивалю складається з кількох секцій.
Стрічки тривалістю понад 60 хвилин змагаються в конкурсі «Йоріс Івенс». За приз «Срібний вовк» борються фільмів до 60 хвилин. Фільми тривалістю до 30 хвилин сперечаються за приз «Срібне вовченя». У 2016 році в конкурсах брали участь 18, 16 і 13 фільмів відповідно. Є окремий конкурс дебютів «Перша поява».
Крім цих основних відзнак є інші нагороди, зокрема приз глядацьких симпатій, за найкращий голландський фільм, студентський фільм та інші непостійні конкурси.